# جنگل گمشده
جنگل گمشده (انگلیسی: The Lost Jungle) یک فیلم به کارگردانی دیوید هاوارد و آرماند شیفر است که در سال ۱۹۳۴ منتشر شد. از بازیگران آن می‌توان به کلاید بیتی، جرج (گبی) هیز و میکی رونی اشاره کرد.